# Ван Эйк, Питер Николаас
Питер Николаас ван Эйк (нидерл. Pieter Nicolaas van Eyck; 1 октября 1887, Брекелен — 10 апреля 1954, Вассенар) — нидерландский писатель
, поэт, литературный критик и историк литературы, педагог, журналист, эссеист, философ, профессор Лейденского университета.

## Биография
Изучал право. Работал иностранным корреспондентом голландской газеты «NRC» в Риме и Лондоне. Был женат на женщине сефардского происхождения.
В молодом возрасте потерял веру в христианство. Признавая Бодлера своим «руководителем», он видел себя созвучным французским символистам, таких как Мореас, А. де Ренье, Ван Лерберг, А. Самен и другие. Исследования, которые он им посвящал, были также исследованиями собственных душевных желаний. Сначала у Платона, позже у Спинозы открыл возможность всеохватывающей концепции: чувственный мир как способ откровения Бога.
В 1935 году стал профессором голландской литературы и философии в Лейденском университете, где читал лекции по голландской литературе, истории и эстетической критике.
В 1946 году был избран членом Королевской академии искусств и наук Нидерландов. В 1947 году университет Амстердама присвоил ему звание почётного доктора.
В 1947 году стал вторым лауреатом премии Константейна Хёйгенса за творческую деятельность.

## Избранные публикации
- De getooide doolhof (1909)
- Uitzichten (1912)
- Inkeer (1922)
- De tuinman en de dood (1926)[4]
- Herwaarts. Gedichten (1939)
- Herwaarts. Gedichten 1920-45 (1949)